# Yungipicus
Leiopicus is een geslacht van vogels uit de familie spechten (Picidae).

## Soorten
Het geslacht kent de volgende zeven soorten:
- Yungipicus canicapillus – Grijskapspecht
- Yungipicus kizuki – Kizukispecht
- Yungipicus maculatus – Filipijnse specht
- Yungipicus moluccensis – Bruinkapspecht
- Yungipicus nanus – Indiase bruinkapspecht
- Yungipicus ramsayi – Suluspecht
- Yungipicus temminckii – Temmincks specht